# Giro dell'Emilia 1966
Il Giro dell'Emilia 1966, quarantanovesima edizione della corsa, si svolse il 4 ottobre 1966 su un percorso di 270 km. La vittoria fu appannaggio dell'italiano Carmine Preziosi, che completò il percorso in 6h35'00", precedendo i connazionali Italo Mazzacurati e Luigi Zuccotti.
Sul traguardo di Bologna 54 ciclisti, su 104 partiti dalla medesima località, portarono a termine la competizione. 

## Ordine d'arrivo (Top 10)
| Pos. | Corridore         | Squadra           | Tempo    |
| ---- | ----------------- | ----------------- | -------- |
| 1    | Carmine Preziosi  | Bianchi-Mobylette | 6h35'00" |
| 2    | Italo Mazzacurati | Salvarani         | s.t.     |
| 3    | Luigi Zuccotti    | Salamini-Luxor TV | s.t.     |
| 4    | Imerio Massignan  | Bianchi-Mobylette | s.t.     |
| 5    | Franco Cribiori   | Vittadello        | s.t.     |
| 6    | Vittorio Adorni   | Salvarani         | s.t.     |
| 7    | Guerrino Tosello  | Molteni           | s.t.     |
| 8    | Franco Bodrero    | Legnano           | a 5"     |
| 9    | Pietro Guerra     | Salamini-Luxor TV | a 1'35"  |
| 10   | Franco Bitossi    | Filotex           | a 1'40"  |